# Kebon Gembong
Kebon Gembong is een bestuurslaag in het regentschap Kendal van de provincie Midden-Java, Indonesië. Kebon Gembong telt 2968 inwoners (volkstelling 2010).